# Albert Samama-Chikli
Albert Samama-Chikli (àrab: ألبير شمامة شيكلي, Albīr Xamāma Xīklī), de veritable nom Albert Samama, dit Samama-Chikli (Tunis, 24 de gener de 1872 – 1934) va ser el primer director de cinema tunisià segons Férid Boughedir.
Pioner del cinema nacional, també és un dels cineastes més antics del món.

## Biografia

### Joventut
Nascut en una família acomodada d'origen jueu tunisià, el seu pare, un banquer, ajudant de camp de Muhàmmad III al-Sadik, va fer fortuna en el comerç. Albert va conèixer molt aviat la vida social als palaus de Tunis.
Va continuar els seus estudis amb Charles Lavigerie, després amb els Jesuites a Marsella. Viatja molt, sobretot al Cap d'Hornos, Xina o Austràlia. Pren el seu sobrenom "Chikli" de la confraria de bombers de l'illa de Chikli, una petita illa al llac de Tunis on Albert Samama de vegades hi fa festes.

### Primeres experiències
El 1896 va tornar a Tunísia i va projectar les primeres imatges cinematogràfiques a la capital amb el fotògraf Soler. Corresponsal dels germans Auguste i Louis Lumière, va projectar durant aquesta projecció les pel·lícules La sortida dels obrers de la fàbrica i L'Arrivée d'un train en gare de La Ciotat.
Fascinat per la fotografia i la càmera cinematogràfica, però també per totes les noves ciències i tècniques, va ser així el primer a introduir la bicicleta, el telègraf sense fil i la primera màquina de raigs X en un hospital tunisià.
També va disparar les primeres vistes aèries de Tunísia el 1908, en globus, entre Hammam Lif i Grombalia. Va filmar el terratrèmol de 1908 a Messina i, el 1909, va fer fotografies sota l'aigua. El 1910, va filmar una Pêche au thon en Tunisie pel príncep de Mònaco, Albert I, i n'extrau un extracte de fotografies.

### Reporter
Aleshores va desenvolupar un fort gust pel documental i el reportatge i va començar a cobrir esdeveniments a tot Tunísia per a les cases Pathé i Gaumont i els diaris Le Matin i L'Illustration. Reporter de qualitat, també filma la cort del bei, fent preses de vista anecdòtics, com ara una sortida solemne de Hédi Bey a les escales del Bardo, o només històriques, com el funeral de Naceur Bey. El 1911 va ser el responsable de cobrir la guerra italo-turca que va tenir lloc a Tripolitània. També produeix imatges documentals, com La Pêche aux éponges o Trafic d'armes au large de Douara.
Durant la Primera Guerra Mundial, es va unir a la secció fotogràfica i cinematogràfica dels exèrcits francesos i va ser un dels dotze reporters liderats per Abel Gance que va filmar les trinxeres de la batalla de Verdun.
A la dècada de 1920, quan el turisme va començar a desenvolupar-se, va fer algunes fotografies i documentals per a revistes de viatges i guies turístiques. Va treballar el 1922 com a camerògraf a la pel·lícula Les Contes de mille et une nuits del director ucraïnès Victor Tourjanski. Posteriorment, intenta crear una mena d' "enciclopèdia il·lustrada de la vida tunisiana". Per això va al camp i passa llargues setmanes al costat de les poblacions rurals.

### Pel·lícules
En el seu primer curtmetratge de ficció, Zohra (1922), la primera pel·lícula tunisiana de ficció, Samama-Chikli ret homenatge a aquestes tribus explicant la història d'una jove nàufraga francesa que va caure d'un avió, que serà acollida pels beduïns tunisians i que viurà amb ells una temporada. Aquesta pel·lícula va tenir un gran èxit quan es va presentar al cinema Omnia Pathé de Tunis, el 21 de desembre de 1922. Atorga a la seva filla, Haydée Tamzali, el paper principal, ella que esdevindrà la seva primera intèrpret i la seva guionista: probablement esdevingui la primera actriu del món àrab de tots els temps.
Tot seguit, Samama-Chikli roda L'Éclipse i després, el 1923, La Fille de Carthage, el primer llargmetratge de Tunísia dirigit per un tunisià. Produït amb el suport de Habib Bey, que assisteix al rodatge a Tunis, aquest últim proporcionava el seu palau i tots els extres que Samama-Chikli necessitava. És un melodrama que narra l'amor impossible entre un mestre i una noia el pare de la qual l'ha promès al fill del xeïc.

### Fi de la vida
Adquireix nacionalitat francesa i la seva dona, una música italiana, juntament amb la seva filla Haydée, es van convertir a l'islam.

Mort el 1933 o 1934 a Tunis, va ser enterrat al cementiri de Borgel. S'hi pot llegir aquest epitafi, a la seva làpida: 
| « | Incansable en la curiositat, temerari en el coratge, atrevit en l'empresa, obstinat en el judici, resignat en la desgràcia, deixa amics. | » |

## Herència
Mahmoud Ben Mahmoud va dirigir el 1996 un curtmetratge de 29 minuts titulat Albert Samama Chikli, ce merveilleux fou filmant avec ses drôles de machines, on repassa la vida d'aquest pioner, sobretot a través d'imatges de les seves dues pel·lícules de ficció, Zohra i La Fille de Carthage, i testimonis de la seva filla.